# Babaríkino
Babaríkino (Бабарыкино en rus) - és un poble de l'óblast de Penza, a Rússia, el 2004 tenia 16 habitants.